# Антоні Амміраті
Антоні Амміраті (фр. Anthony Ammirati, нар. 16 липня 2003) — французький легкоатлет, який спеціалізується на стрибках з жердиною.

## Спортивні досягнення
Чемпіон світу серед юніорів (2022).
Чемпіон Європи серед юніорів (2021).